# Condado de Stevens (Washington)
El condado de Stevens (en inglés: Stevens County), fundado en 1863, es uno de 39 condados del estado estadounidense de Washington. En el año 2018 el condado tenía una población de 45 260 habitantes y una densidad poblacional de 3 personas por km². La sede del condado es Colville.

## Geografía
Según la Oficina del Censo, el condado tiene un área total de 6581 km² (2540,9 mi²), de la cual 6418 km² (2478,0 mi²) es tierra y 161 km² (62,2 mi²) (2.45%) es agua.

### Condados adyacentes
- Condado de Pend Oreille (este)
- Condado de Spokane (sureste)
- Condado de Lincoln (suroeste)
- Condado de Ferry (oeste)
- Condado de Chelan (suroeste)
- Condado de Skagit (oeste)
- Columbia Británica, Canadá (norte)

### Áreas protegidas
- Bosque Nacional Colville
- Bosque Nacional Kaniksu
- Área de Recreación Nacional Lago Roosevelt
- Refugio Nacional de Vida Salvaje Little Pend Oreille

## Demografía
Según el censo de 2000, había 40,066 personas, 15,017 hogares y 11,022 familias residiendo en la localidad. La densidad de población era de 6 hab./km². Había 17,599 viviendas con una densidad media de 3 viviendas/km². El 90.05% de los habitantes eran blancos, el 0.28% afroamericanos, el 5.66% amerindios, el 0.48% asiáticos, el 0.16% isleños del Pacífico, el 0.68% de otras razas y el 2.70% pertenecía a dos o más razas. El 1.84% de la población eran hispanos o latinos de cualquier raza.
Los ingresos medios por hogar en la localidad eran de $34,673, y los ingresos medios por familia eran $40,250. Los hombres tenían unos ingresos medios de $35,256 frente a los $23,679 para las mujeres. La renta per cápita para el condado era de $15,895. Alrededor del 15.90% de la población estaban por debajo del umbral de pobreza. 

## Localidades
- Chewelah
- Colville
- Kettle Falls

- Marcus
- Northport
- Springdale

### Otras comunidades
- Addy
- Arden
- Cedonia
- Clayton
- Deer Lake
- Echo
- Evans

- Ford
- Fruitland
- Gifford
- Hunters
- Loon Lake
- Lakeside

- Onion Creek
- Rice
- Suncrest
- Tumtum (también conocido como Tum Tum)
- Valley
- Wellpinit